# Lathochlora
Lathochlora là một chi bướm đêm thuộc họ Geometridae.